# Sistema de funcions iterades

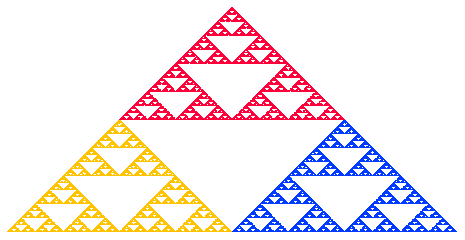
Triangle de Sierpiński creat utilitzant IFS (amb color per il·lustrar l'estructura auto-similar).

En matemàtiques, els sistemes de funcions iterades (en anglès iterated function system, abreviat IFS) són un mètode de construcció de fractals relacionades amb la teoria de conjunts. Les fractals obtingudes, generalment anomenades fractals IFS, generalment tenen auto-semblança i normalment són calculades i dibuixades en 2D. La fractal es compon de la unió de diverses còpies de si mateixa, i cada còpia es transforma mitjançant una funció iterada. L'exemple canònic és el triangle de Sierpiński. Les funcions són normalment contractives, és a dir, al llarg de les iteracions els punts són més propers i es redueixen les formes. Per tant, la forma d'una fractal IFS es compon de diverses còpies més petites possiblement superposades, cadascuna de les quals també es compon de còpies de si mateixa, de forma recursiva.

## Definició
Formalment, un sistema de funcions iterades és un conjunt finit de mapes de contracció en un espai mètric complet. Simbòlicament,
{\displaystyle \{f_{i}:X\to X\mid i=1,2,\dots ,N\},\ N\in \mathbb {N} }
és un sistema de funcions iterades si cada {\displaystyle f_{i}} és una contracció a l'espai mètric complet {\displaystyle X}.

## Propietats

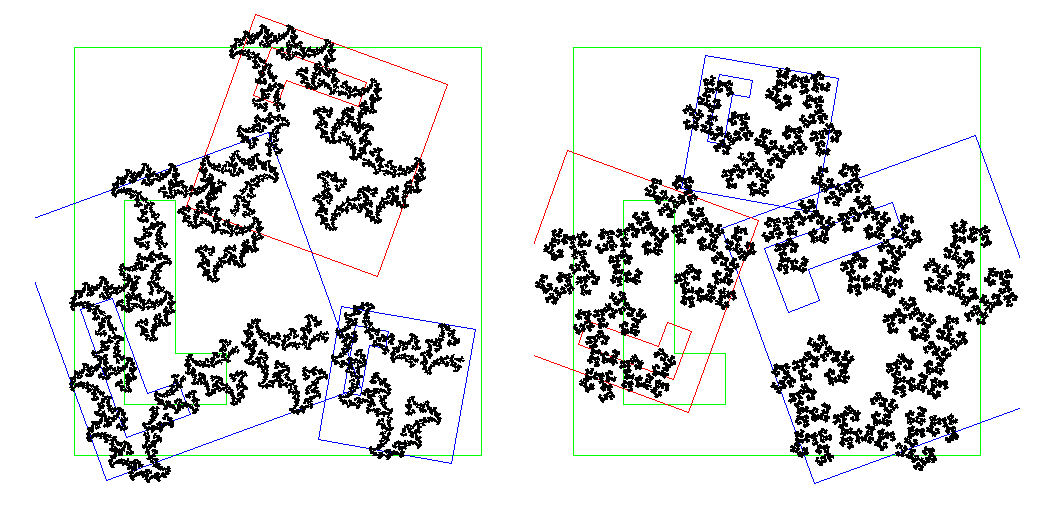
Exemples d'atractors d'IFS amb similituds de ràtios 1/2, 1/3 i 2/3

Si es manté la condició de conjunt obert, l'atractor d'un sistema de funcions iterades consistent en {\displaystyle n} similituds de ràtios {\displaystyle c_{n}} té una dimensió de Hausdorff-Bezikóvitx {\displaystyle d} corresponent a la solució de l'equació que coincideix amb la funció d'iteració del factor de contracció euclidià:
{\displaystyle \sum _{k=1}^{n}c_{k}^{d}=1}
Per exemple, si una fractal és creada amb 3 similituds amb ràtios {\displaystyle c_{1}=1/3,c_{2}=1/2,c_{3}=2/3}, se satisfà que {\displaystyle c_{1}^{d}+c_{2}^{d}+c_{3}^{d}=1}, per tant {\displaystyle d=1.6402}.